# サール (企業)

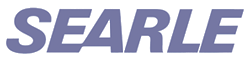
ロゴ

サール（G.D. サール・アンド・カンパニー、Searle, G.D. Searle & Company）は、アメリカ合衆国に存在した健康科学、薬剤、農業、動物の健康を専門とした企業。　2003年にファイザーにより買収され、現在はその一部門となっている。

## 歴史
- 1888年、ネブラスカ州オマハで、ギデオン・ダニエル・サール（英語版）により設立。
- 1908年、シカゴで法人化。
- 1941年、イリノイ州スコーキーに本部設置。
- 1977 - 1985年、ドナルド・ラムズフェルドがCEOを務め、経営再建に尽力した[1]。
- 1979年、ロバート・B・シャピロ（英語版）を相談役とし、アスパルテーム製品「ニュートラスイート」を開発。シャピロは1982年に子会社ニュートラスイート（英語版）CEO就任。
- 1985年、モンサントにより買収。
- 2000年4月、ファルマシア・コーポレイション合併（所在地：ニュージャージー州ピーパック・グラッドストン（英語版））。
- 2003年、ファイザーにより買収。

## 主な製品
- Enovid：経口避妊薬、1960年
- Metamucil：瀉下薬、1934年
- ドラマミン（Dramamine）：ジメンヒドリナート（Dimenhydrinate）、目まい・乗り物酔い予防、抗ヒスタミン剤
- Bextra：バルデコキシブ（valdecoxib）
- Ambien：ゾルピデム（Zolpidem）、睡眠薬
- ニュートラスイート（NutraSweet）：人工甘味料アスパルテーム、1965年開発、1981年販売。1996年にFDAはアスパルテーム規制を排除。サール社の特許は1981年まで延長、1992年12月に特許無効化[2]。

## 参照
1. ↑  ドナルド・ラムズフェルド（江口泰子、月沢李歌子、島田楓子：訳）『真珠湾からバグダッドへ　ラムズフェルド回想録』幻冬舎、2012年、p302～316
2. ↑  Managing Innovation and Entrepreneurship in Technology-based Firms by Michael J. C. Martin